# North Roe Meadow

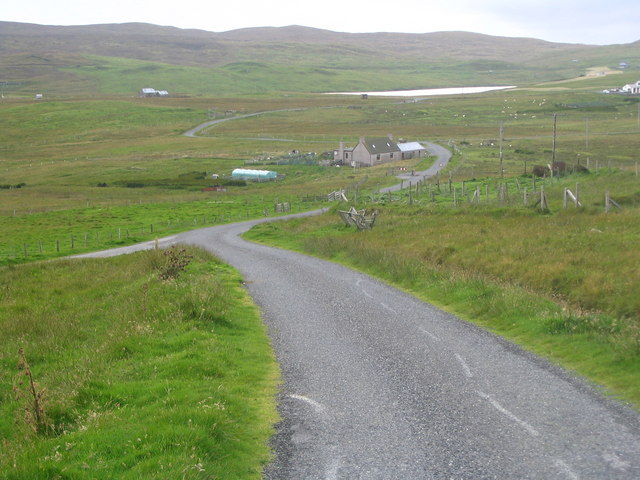
Oberes Ende der Wiese; sie erstreckt sich ab dem Bereich des Wegeabzweigs nach links

North Roe Meadow ist ein seit November 1994 als Site of Special Scientific Interest ausgewiesenes Naturschutzgebiet im Osten von North Roe, einer Ortschaft im Norden von Mainland, der Hauptinsel der zu Schottland gehörenden Shetlands. Es handelt sich dabei um eine 1,24 Hektar große Wiese (englisch meadow), in der ein kleiner, felsiger und daher etwas trockenerer Hügel liegt. Sie erstreckt sich mit einer Länge von rund 200 und einer Breite von etwa 60 Metern vom Weiler Burravoe in westlicher Richtung bis zur Talaue des Bachs Burn of Stourie.
Auf und an dem Hügel finden sich zwei nur auf den Shetlands anzutreffende Arten aus der Gattung der Habichtskräuter, Hieracum zetlandicum und Hieracium northroense. Bei letzterer ist es das größte bekannte Vorkommen überhaupt. Die Pflanzen profitierten dabei von der Nutzung der Wiese zur Produktion von Heu. Dafür wurden die in der übrigen Zeit auf der Fläche grasende Schafe von Mitte Mai bis September von der Weide ferngehalten. Dies ermöglichte es den Habichtskräutern, in größerer Zahl zur Blütenbildung zu gelangen und in der Folge Samen zu entwickeln. Das Abweiden der Wiese in der übrigen Zeit verhinderte das Überhandnehmen von Gräsern und damit die Verdrängung des Habichtskrautes.
Bedingt durch einen Wechsel des Eigentümers, der die Heuproduktion einstellte und die Wiese ganzjährig abweiden ließ, wurde das Gebiet des Hügels 2001 eingezäunt. Trotzdem musste im Rahmen der letzten Begehung, die im August 2013 vorgenommen wurde, festgestellt werden, dass die Bestände des Habichtskrautes rückläufig sind.